# کودرسدورف
کودرسدورف (به آلمانی: Kodersdorf) یک شهر در آلمان است که در زاکسن واقع شده‌است. کودرسدورف ۲٬۶۱۱ نفر جمعیت دارد.